# 수정동 (부산)
수정동(水晶洞)은 부산광역시 동구의 법정동이다. 행정동으로 수정1·2·4·5동으로 나뉜다.

## 출신인물
- 하태경 - 현.19대 국회의원(초선,부산 해운대구.기장군 을, 새누리당) / 북한인권운동가

## 언론
- 부산일보

## 주거

### 아파트
수정동
- 협성건설 협성휴포레 부산진 : 2019년 7월 입주.